# Лесной (Чистоозёрный район)
Лесной — упразднённый посёлок в Чистоозёрном районе Новосибирской области. Входит в состав Табулгинского сельсовета. Ликвидирован в 2006 г.